# Wspólnota administracyjna Benediktbeuern
Wspólnota administracyjna Benediktbeuern – wspólnota administracyjna (niem. Verwaltungsgemeinschaft) w Niemczech, w kraju związkowym Bawaria, w rejencji Górna Bawaria, w regionie Oberland, w powiecie Bad Tölz-Wolfratshausen. Siedziba wspólnoty znajduje się w miejscowości Benediktbeuern. Powstała 1 maja 1978.
Wspólnota administracyjna zrzesza dwie gminy wiejskie (Gemeinde): 
- Benediktbeuern, 3 587 mieszkańców, 36,86 km²
- Bichl, 2 137 mieszkańców, 13,92 km²